# Рихтер, Ханс Вернер
Ха́нс Ве́рнер Ри́хтер (нем. Hans Werner Richter; 12 ноября 1908, Ной-Заллентин на острове Узедом, королевство Пруссия, Германская империя — 23 марта 1993, Мюнхен, Федеративная Республика Германия) — немецкий писатель. Широкую популярность и всемирное признание ему принесло участие в организации «Группа 47», литературном кружке в Федеративной Республики Германия, членами которого были писатели послевоенного времени.
Лауреат премий Фонтане (1951), Рене Шикеле (1952), Андреаса Грифиуса (1986), Большой литературной премии Баварской академии изящных искусств (1986), Померанской премии в области культуры (1992). Кавалер Большого Креста особой степени ордена «За заслуги перед Федеративной Республикой Германия» (1979). Почётный доктор Технологического института Карлсруэ.

## Биография
Ханс Вернер Рихтер родился 12 ноября 1908 года в деревне Ной-Заллентин (ныне часть муниципалитета Бансин) на острове Узедом в прусской провинции Померания. Он был вторым ребёнком в семье. Всего у родителей родились семеро детей. Отец будущего писателя, Рихард Рихтер был рыбаком и спасателем на водах, подрабатывал каменщиком и музыкантом. Мать, Анна Рихтер, урождённая Кнут была домохозяйкой и подрабатывала прачкой, обстирывая, приезжавших на остров, туристов, которым сдавала комнаты.
В 1924—1927 годах он был учеником книготорговца в Свинемюнде, а затем служил продавцом в книжном магазине в Берлине.
В 1930 году Ханс Вернер вступил в Коммунистическую партию Германии, из которой его исключили спустя два года за троцкизм. В 1933 году он стал свидетелем нацистских маршей на поле Темпельхоф в Берлине, и возобновил общение с запрещенной коммунистической партией, пытаясь сформировать группы сопротивления. Когда ему это не удалось, он бежал со своей подругой в Париж. В эмиграции Ханс Вернер оказался в отчаянном материальном положении.
После своего возвращения в 1934 году, он работал продавцом книг и редактором в Берлине, проводил политические акции в метро. В 1940 году он был арестован гестапо, которое не обнаружило его связей с незаконными пацифистскими группами молодежи, и Ханса Вернера призвали на военную службу. И он, и три его брата пережили войну; их отец запретил им на фронте любые «подвиги».
С 1943 по 1946 годы Ханс Вернер находился в американском плену, сначала в лагере Кэмп-Эллис, в штате Иллинойс, а затем в Форт-Кимей, в штате Род-Айленд. Весной 1945 года вместе с Альфредом Андершом, Густавом Рене Хоке и Вальтером Кольбенхофом Ханс Вернер стал издавать антифашистский журнал «Призыв». Он и Альфред Андерш начали издавать новый журнал уже после освобождения в Мюнхене. После того, как в апреле 1947 года оккупационные власти закрыли журнал из-за прокоммунистической ориентации его создателей, сотрудники запрещенного журнала по предложению Ханса Вернера образовали группу писателей и литературных критиков, известную под названием «Группа 47».
Первые годы в «Группе 47» являются самым плодотворным периодом в творческой деятельности Ханса Вернера. В 1951 году, он был удостоен Премии Фонтане, в 1952 году за роман «Они упали с рук Господа» получил Премию Рене Шикеле, в 1972 году премию за вклад в развитие культуры от немецких профсоюзов, 1979 году Федеральный крест за заслуги, в 1986 году Большую литературную премию Баварской академии изящных искусств, в 1992 году Премию Померании за вклад в развитие культуры. По инициативе Гюнтера Грасса в 1990 году состоялась последняя встреча членов «Группы 47».
После смерти Ханса Вернера Рихтера 23 марта 1993 года в Мюнхене, он, по собственному желанию, был похоронен на кладбище Бансин на острове Узедом. Бывшее пожарное депо в Бансине получило статус памятника архитектуры, в котором на первом этаже был открыт музей Ханса Вернера Рихтера.

## Сочинения
- «Твои сыны Европа. Стихи немецких военнопленных»
(нем. Deine Söhne Europa – Gedichte deutscher Kriegsgefangener, 1947)
- «Побежденные[нем.]» (нем. Die Geschlagenen, 1949)
- «Они упали с рук Господа» (нем. Sie fielen aus Gottes Hand, 1951)
- «Следы на песке» (нем. Spuren im Sand, 1953)
- «Не убий» (нем. Du sollst nicht töten, 1955)
- «Линус Флек, или потеря достоинства[нем.]»
(нем. Linus Fleck oder Der Verlust der Würde, 1959)
- «Инвентаризация. Немецкий итог»
(нем. Bestandsaufnahme – Eine deutsche Bilanz, 1962)
- «Призыв к новому правительству, или альтернативы нет»
(нем. Plädoyer für eine neue Regierung, oder: Keine Alternative, 1965)
- «Люди в дружеской обстановке» (нем. Menschen in freundlicher Umgebung, 1965)
- «Белая роза, красная роза» (нем. Rose weiß, Rose rot, 1971)
- «Письма молодому социалисту» (нем. Briefe an einen jungen Sozialisten, 1974)
- «Бегство в Абанон» (нем. Die Flucht nach Abanon, 1980)
- «Час ложных побед» (нем. Die Stunde der falschen Triumphe, 1981)
- «Истории из Банзина» (нем. Geschichten aus Bansin, 1982)
- «Однажды в июле[нем.]» (нем. Ein Julitag, 1982)
- «Создание бабочки. Двадцать портретов из Группы 47» (нем. Im Etablissement der Schmetterlinge – Einundzwanzig Portraits aus der Gruppe 47, 1986)
- «Путешествие во времени. Истории из жизни»
(нем. Reisen durch meine Zeit. Lebensgeschichten, 1989)
- «Германия, твоя Померания. Правда, ложь и непристойные разговоры» (нем. Deutschland deine Pommern – Wahrheiten, Lügen und schlitzohriges Gerede, 1990)
- «Как раз в середине. Дневники 1966—1972 годы» (нем. Mittendrin. Die Tagebücher 1966—1972, 2012)